# Omega Peak
Der Omega Peak ist ein 2600 m hoher Berggipfel der Millen Range in den Victory Mountains des ostantarktischen Viktorialands.
Die Südgruppe der New Zealand Federated Mountain Clubs Antarctic Expedition (1962–1963) benannte ihn nach dem letzten Buchstaben des griechischen Alphabets, da der Gipfel der letzte war, der im Rahmen dieser Forschungsreise bestiegen wurde.